# James McAtee
James John McAtee (* 18. Oktober 2002 in Salford) ist ein englischer Fußballspieler, der als Mittelfeldspieler oder Flügelspieler für den Premier-League-Verein Nottingham Forest spielt.

## Karriere

### Vereinskarriere

#### Manchester City

##### Jugendkarriere
McAtee bestritt seinen ersten Auftritt für Manchester Citys Jugendakademie bei der EFL Trophy gegen Bolton Wanderers am 29. Oktober 2019. Während der Saison 2020/21 spielte McAtee auch bei den EFL Trophy-Spielen gegen Scunthorpe United, bei denen er gegen seinen älteren Bruder John, der für Mansfield Town spielte, sowie bei der Niederlage gegen Tranmere Rovers. Am 24. August 2021 traf er beim 3:0-Sieg über Scunthorpe United.
Im November 2020 traf McAtee beim 3:2-Sieg gegen Chelsea im Finale des FA Youth Cup und verhalf Manchester City beim Titelgewinn dieses Turniers. Er erzielte anschließend acht Tore und neun Vorlagen in 23 Einsätzen, als City Meister der Premier League 2 2020/21 wurde.
Am 21. September 2021 gab McAtee sein Debüt in der ersten Mannschaft von Manchester City als Einwechselspieler für Josh Wilson-Esbrand bei Citys 6:1-Heimsieg gegen Wycombe Wanderers im EFL Cup. Am 21. November 2021 gab McAtee sein Debüt in der Premier League als Einwechselspieler für Cole Palmer bei einem 3:0-Heimsieg gegen Everton.

##### Rückkehr zu Manchester City
In der Saison 2024/25 kehrte McAtee zu Manchester City zurück und nahm an deren Saisonvorbereitungstour in den USA teil.
Am 1. Oktober 2024 erzielte McAtee nach seiner Einwechslung beim 4:0-Sieg gegen ŠK Slovan Bratislava sein erstes Tor für Manchester City in der UEFA Champions League. Er wurde nach dieser Leistung vom Manchester City-Trainer Pep Guardiola gelobt.

##### Leihen zu Sheffield United
Am 4. Juli 2022 wechselte McAtee für eine Saison auf Leihbasis zusammen mit seinem Manchester City-Teamkollegen Tommy Doyle zu Sheffield United. Sheffield United erreichte das Halbfinale des FA Cups und traf dort auf Manchester City. Doyle konnte jedoch nicht im Halbfinale gegen seinen Stammverein antreten, da die Wettbewerbsregeln des englischen Fußballverbands Leihspielern untersagten, gegen ihre Stammvereine anzutreten. Er war Mitglied der Mannschaft, die den Aufstieg aus der EFL Championship schaffte und hinter Burnley Vizemeister wurde.
Während der Saisonvorbereitung von Manchester City in Asien 2023 kehrte McAtee zu City zurück und war Teil des Kaders der ersten Mannschaft. Am 11. August 2023 wurde er in der 89. Minute für Kyle Walker eingewechselt, als City am ersten Spieltag der Premier League gegen Burnley gewann. Am 27. August blieb er beim 2:1-Auswärtssieg bei Sheffield United auf der Bank. Fünf Tage später, am 1. September, kehrte er für eine Saison auf Leihbasis zu Sheffield United zurück. Am 9. Dezember 2023 erzielte McAtee sein erstes Premier-League-Tor gegen Brentford beim 1:0-Sieg von Sheffield United.

##### Wechsel zu Nottingham Forest
Im August 2025 wechselte er zu Nottingham Forest und unterschrieb dort einen Vertrag bis 2030.

### Nationalmannschaftskarriere
Im November 2019 gab McAtee sein Länderspieldebüt für die englische U-18-Nationalmannschaft und erzielte zwei Tore beim 4:4-Unentschieden gegen Norwegen.
Am 6. September 2021 erzielte er eines der Tore der englischen U-20-Nationalmannschaft beim 6:1-Sieg gegen Rumänien.
Am 6. Juni 2022 wurde McAtee zum ersten Mal in die englische U-21-Nationalmannschaft berufen. Am 10. Juni 2022 gab McAtee sein Debüt für das U-21-Nationalteam bei einem 5:0-Auswärtssieg im Kosovo bei der Qualifikation zur UEFA-U21-Europameisterschaft 2023.

## Titel
Vereine
- Englischer Supercupsieger: 2024 (Manchester City)

Nationalmannschaft
- U21-Europameister: 2025

## Persönliches
McAtee ist der jüngere Bruder des Stürmers John McAtee, der für Bolton Wanderers spielt. Sie stammen aus Walkden. Ihr Vater, ihr Großvater und ihre Großonkel väterlicherseits waren professionelle Rugby-League-Spieler. Die Fußballspieler und -manager Alan Ball Sr. und Alan Ball Jr. sind ihr Urgroßvater bzw. Großonkel mütterlicherseits.